# Ель-Боске (Чилі)
Ель-Боске (ісп. El Bosque) — комуна в Чилі. Одна з міських комун міста Сантьяго. Входить до складу провінції Сантьяго і Столичного регіону.
Територія — 14,2 км². Чисельність населення — 162 505 мешканців (2017). Щільність населення — 11 444 чол./км².

## Розташування
Комуна розташована на південь міста Сантьяго.
Комуна межує:
- на півночі — з комуною Ла-Сістерна
- на сході — з комуною Сан-Рамон
- на півдні — з комуною Сан-Бернардо
- на заході — з комуною Сан-Бернардо